# Marcin Jarnuszkiewicz

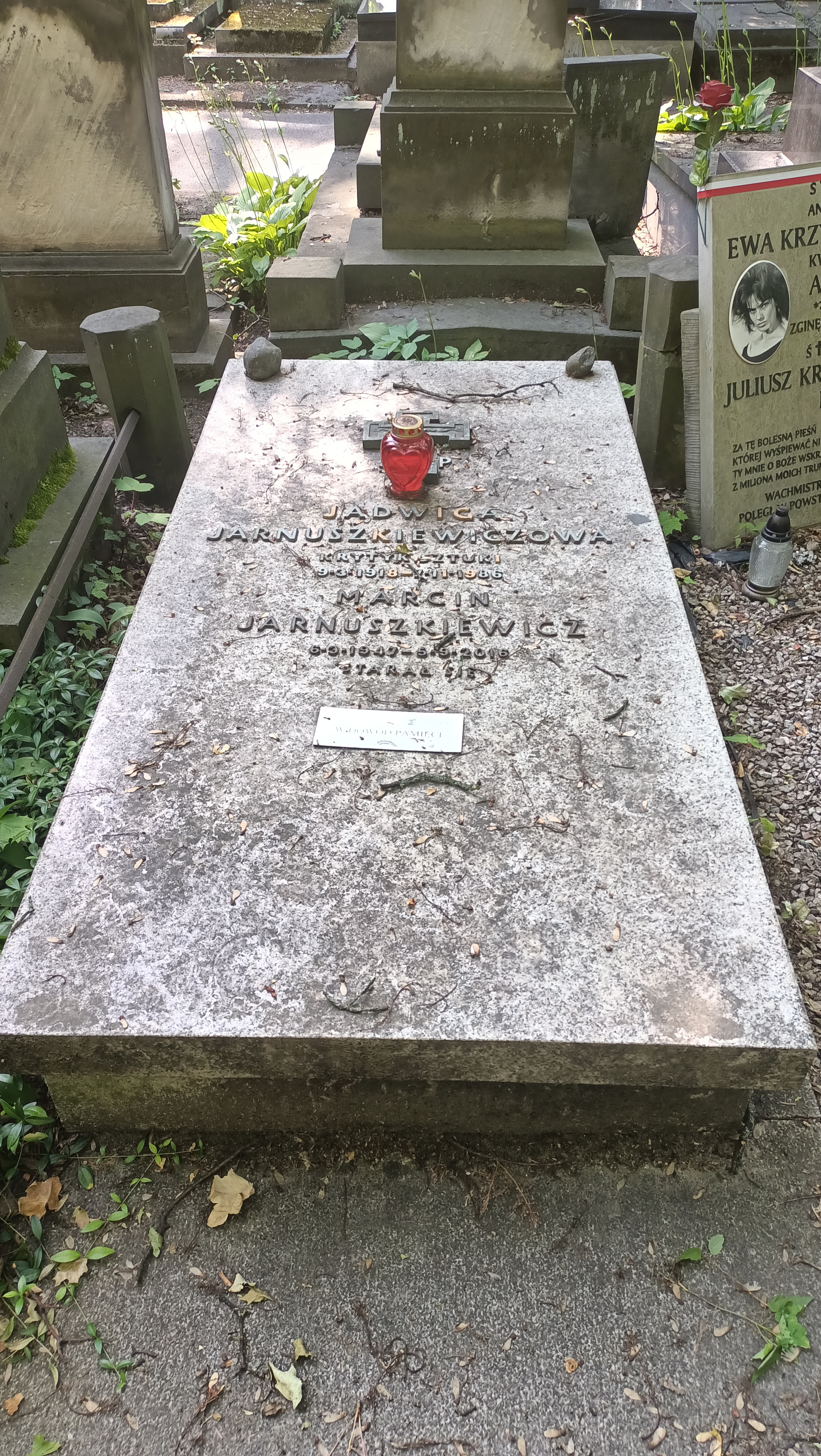
Grób Marcina Jarnuszkiewicza na Cmentarzu Powązkowskim

Marcin Jarnuszkiewicz (ur. 6 marca 1947 w Warszawie, zm. 5 września 2016 tamże)  – polski scenograf telewizyjny, filmowy i teatralny, reżyser spektakli telewizyjnych i teatralnych, profesor sztuk plastycznych.

## Życiorys
Był synem rzeźbiarza Jerzego Jarnuszkiewicza. W 1973 roku ukończył studia na Wydziale Architektury Wnętrz Akademii Sztuk Pięknych w Warszawie. Później studiował na Wydziale Reżyserii Państwowej Wyższej Szkoły Teatralnej im. Aleksandra Zelwerowicza w Warszawie pod kierunkiem profesora Bohdana Korzeniewskiego. Dyplom uzyskał w 1981 roku. Był profesorem zwyczajnym na Wydziale Architektury Wnętrz oraz Wydziale Sztuki Mediów Akademii Sztuk Pięknych w Warszawie (gdzie kierował Katedrą Inscenizacji i Reżyserii), wykładał także na Wydziale Wiedzy o Teatrze i Wydziale Reżyserii Akademii Teatralnej im. Aleksandra Zelwerowicza w Warszawie oraz w Wyższej Szkole Sztuki i Projektowania w Łodzi i na Społecznej Akademii Nauk. Nominowany do Polskiej Nagrody Filmowej, Orzeł w 1999 za scenografię do filmu Łóżko Wierszynina. Laureat licznych nagród za scenografię realizacji teatralnych oraz reżyserię. Jako scenograf wielokrotnie współpracował z Adamem Hanuszkiewiczem, Bohdanem Cybulskim, Andrzejem Wajdą i Maciejem Prusem.
Zmarł w Warszawie, pochowany 12 września 2016 na cmentarzu Powązkowskim.

## Filmografia
jako autor scenografii do filmów fabularnych:
- Łóżko Wierszynina (1997)

jako autor scenografii do spektakli telewizyjnych:
- Obora (1987)
- Do Damaszku (1996)
- Edward II (2002)
- Intryga i miłość (2004)

jako reżyser spektakli telewizyjnych:
- Jesiennym wieczorem (1994)
- Do Damaszku (1996)

obsada aktorska:
- Aktorzy prowincjonalni (1978) jako scenograf

## Wybrane realizacje teatralne
scenografia:
- Ulisses, James Joyce – reż. Zygmunt Hubner, PWST w Warszawie (1971)
- Balladyna, Juliusz Słowacki – reż. Adam Hanuszkiewicz, Teatr Narodowy w Warszawie (1974)
- Akt przerywany, Tadeusz Różewicz – reż. Bohdan Cybulski, Teatr im. Juliusza Osterwy w Gorzowie Wielkopolskim (1976)
- Opera za trzy grosze, Bertolt Brecht – reż. Bohdan Cybulski, Teatr im. Jana Kochanowskiego w Opolu (1979)
- Rzeźnia, Sławomir Mrożek – reż. Bohdan Cybulski, Teatr Nowy w Warszawie (1985)
- Edward II, Christopher Marlowe – reż. Maciej Prus, Teatr Nowy w Warszawie (1986)
- Miłość i gniew, John Osborne – reż. Jerzy Schejbal, Teatr Powszechny w Łodzi (1992)
- Trzy siostry, Antoni Czechow – reż. Andrzej Domalik, Teatr Bagatela w Krakowie (2001)
- Edmond, David Mamet – reż. Zbigniew Brzoza, Teatr im. Stefana Jaracza w Łodzi (2007)
- Idiota, Fiodor Dostojewski – reż. Grzegorz Bral, Teatr Studio w Warszawie (2011)

reżyseria:
- asystent reżysera: Sprawa Dantona, Stanisława Przybyszewska – reż. Andrzej Wajda, Teatr Powszechny w Warszawie (1975)[7]
- Głosy, Ireneusz Iredyński – Teatr im. Stefana Jaracza w Olsztynie (1978)
- Białe małżeństwo, Tadeusz Różewicz – Teatr im. Jana Kochanowskiego w Opolu (1979)
- Maria Stuart, Juliusz Słowacki – Teatr im. Stefana Jaracza w Olsztynie (1980)
- Do Damaszku, August Strindberg – Teatr Szwedzka 2/4 w Warszawie (1994)
- Królowa Śniegu, Hans Christian Andersen – Teatr Animacji w Poznaniu (2001)[7]

## Nagrody i wyróżnienia
- 1979 – nagroda zespołowa za twórczy wkład w realizację spektaklu Don Juan Moliera w reżyserii Bohdana Cybulskiego z Teatru Polskiego w Szczecinie na 21. Festiwalu Teatrów Polski Północnej w Toruniu
- 1983 – wyróżnienie na XXIII Kaliskich Spotkaniach Teatralnych za scenografię do przedstawienia Obora Helmuta Kajzara w Teatrze Współczesnym w Warszawie
- 1984 – nagroda II stopnia na XXIV Festiwalu Polskich Sztuk Współczesnych we Wrocławiu za scenografię do przedstawienia Akt przerywany Tadeusza Różewicza w Teatrze Nowym w Warszawie
- 2000 – ATEST – Świadectwo Wysokiej Jakości i Poziomu Artystycznego przyznawane przez Kapitułę Atestów przy Zarządzie Polskiego Ośrodka ASSITEJ dla spektaklu Piękna i bestia z Teatru Animacji w Poznaniu
- 2003 – ATEST – Świadectwo Wysokiej Jakości i Poziomu Artystycznego przyznawane przez Kapitułę Atestów przy Zarządzie Polskiego Ośrodka ASSITEJ dla przedstawienia Dzikie łabędzie wg Hansa Christiana Andersena w reżyserii Jarnuszkiewicza w Olsztyńskim Teatrze Lalek
- 2003 – I nagroda reżyserska na XXI Ogólnopolskim Festiwalu Teatrów Lalek w Opolu „za piękno, prawdę i szlachetność formy teatralnej” w przedstawieniu Złote łabędzie wg Hansa Christiana Andersena w Olsztyńskim Teatrze Lalek
- 2004 – Grand Prix (nagroda widzów) dla przedstawienia Dzikie łabędzie wg Andersena w Olsztyńskim Teatrze Lalek na 4. Międzynarodowym Festiwalu Warszawski Pałac Teatralny
- 2004 – Nadzwyczajny Andersen, nagroda (wspólnie z Katarzyną Proniewską-Mazurek) za projekty lalek do przedstawienia Dzikie łabędzie wg Andersena w Olsztyńskim Teatrze Lalek na 2. Festiwalu Widowisk dla Dzieci „Na ziarnku grochu” w Krakowie
- 2006 – nagroda na VI Festiwalu Dramaturgii Współczesnej „Rzeczywistość przedstawiona” w Zabrzu za scenografię do przedstawienia Geza-dzieciak w reżyserii Zbigniewa Brzozy w Teatrze Studio w Warszawie
- 2007 – ATEST – Świadectwo Wysokiej Jakości i Poziomu Artystycznego za rok 2006 dla przedstawienia Wiewiórka Moniki Milewskiej w Teatrze Animacji w Poznaniu
- 2008 – Łódzka Czarna Maska dla przedstawienia Don Juan Moliera w Teatrze Nowym im. Dejmka w Łodzi
- 2011 – Srebrny Medal „Zasłużony Kulturze Gloria Artis”[8]
- 2015 – wyróżnienie na XIX Międzynarodowym Festiwalu Teatrów dla Dzieci i Młodzieży KORCZAK - za inscenizację i czasoprzestrzeń w spektaklu Całe Królestwo Króla

Źródło:.